# Friedrich Morg
Friedrich Carl Heinrich Morg (* 31. Mai 1867; † 1936) war ein deutscher Richter.

## Leben
Nach dem Abitur am humanistischen Gymnasium in Bayreuth studierte Friedrich Morg an den Universitäten München und Erlangen Rechtswissenschaften und Nationalökonomie. 1890 wurde er Mitglied des Corps Onoldia Erlangen. Nach dem Studium trat er in den bayerischen Justizdienst ein und wurde später Amtsrichter, Landgerichtsrat und Landgerichtsdirektor. Im Ersten Weltkrieg diente er als Oberkriegsgerichtsrat und stellvertretender Militärjustizrefrent beim stellvertretenden III. Bayerischen Armeekorps. Zu Beginn des Jahres 1927 wurde er zum Amtsgerichtspräsidenten in Nürnberg ernannt. Er war Mitglied der Prüfungskommission für die juristischen Prüfungen an der Universität Erlangen.
Von Juli 1919 bis 1924 war Morg ehrenamtlicher Stadtrat der Stadt Nürnberg für die DDP mit den Tätigkeitsschwerpunkten Kultur, Sozialpolitik und Innere Mission.